# Машина часу (телепрограма)
«Машина часу» — україномовна щотижнева програма на «5 каналі», перший випуск якої вийшов у 2010 році.

## Опис
Історичний освітньо-пізнавальний проект, який розкриває таємниці минулого задля якісного розуміння майбутнього. Епохальні постаті, які вплинули на хід історії, унікальні архівні документи, які проливають світло на події сьогодення, а також ексклюзивні розслідування журналістів та думки експертів, які повністю змінюють уявлення про історію в цілому. 
|  | Незнання історії не звільняє від відповідальності. |

## Створення
Після закриття історичного проєкту «Далі буде…» новим керівництвом Першого, Андрій Охрімович запропонував П'ятому каналу авторський просвітній проєкт «Машина часу». 
|  | Чому 5-й? Відчуття солідарності з каналом з'явилося ще під час Помаранчевих подій. Спостерігаючи за блискучою роботою журналістів, часто ловив себе на думці, що було б непогано пристати до цієї команди. Бажання, як відомо, мають тенденцію збуватись |

## Список програм

### 2010 рік
- Партизани
- Карате в СРСР
- Етнічні дивізії СС
- Терор
- "Максим" і Махно
- Диверсанти

### 2011 рік
- Андрей Шептицький (част.1-4)
- Запорозькі козаки
- Ліквідація Січі. Катерина II
- Сучасні козацькі формування
- Кіш. Чайка "Пресвята Покрова"
- Король Данило Галицький. Гетьман Петро Сагайдачний
- Богдан Хмельницький. Коліївщина. Розподіл Польщі. ЗУНР
- Пацифікація. 1939 рік. Степан Бандера
- Волинська трагедія. Операція "Вісла"
- Підляшшя. Холмщина. Переселення на Донбас
- 1943 рік. Битва за Київ. Мобілізація українців. Сталін - вбивця Ватутіна
- Бойовий шлях УПА (част.1-3)
- Холодний Яр (част.1-3)
- Юрій Горліс-Горський
- Підпільна радіостанція УПА (част.1-3)
- Україна в період НЕПу (част.1-5)
- Голодомор 1921-1922 рр.
- Колективізація (част.1-3)

### 2012 рік
- Голодомор 1932-33 рр.
- Ліве мистецтво початку XX ст.
- Український кінематограф (част.1-5)
- Репресії у Червоній Армії
- Олександр Довженко (част.1-3)
- Пліснесько
- Олеський замок
- Золочівський замок
- Чернігів - Київ (част.1-6)
- Міф про "матч смерті"
- Іван Піддубний (част.1-4)
- Російська пропаганда (част.1-5)
- Гетьманщина (част.1-2)

### 2013 рік
- Гетьманщина (част.3-7)
- Пласт - український скаутинґ (част.1-6)
- УГКЦ (част.1-7)
- Як козаки на Соловки їздили

### 2014 рік
- Протистояння Росії Кавказу
- Як Україна здобувала Незалежність (1652-1991)
- Переписування історії (част.1-2)

### 2015 рік
- Забуті цвинтарі (част.1-2)
- Іван Франко (част.1-7)
- Історичні маразми Путіна (част.1-3)
- Андрій Воргола (Andy Warhol)
- Снятин
- Василь Стефаник

### 2016 рік
- Російська маячня про Крим (част.1-4)
- Шістдесятники (част.1-8)
- Броварі (част.1-2)
- Херсон – це Україна (част.1-4)